# Torremocha (kommunhuvudort)
Torremocha är en kommunhuvudort i Spanien.   Den ligger i provinsen Provincia de Cáceres och regionen Extremadura, i den centrala delen av landet, 240 km sydväst om huvudstaden Madrid. Torremocha ligger 445 meter över havet och antalet invånare är 1 135.
Terrängen runt Torremocha är platt, och sluttar norrut. Runt Torremocha är det glesbefolkat, med 18 invånare per kvadratkilometer. Närmaste större samhälle är Alcuéscar, 18,9 km söder om Torremocha. Omgivningarna runt Torremocha är huvudsakligen savann.